# Nachtelijk eetsyndroom
Het nachtelijk eetsyndroom is een eetstoornis waarbij het grootste deel van de voedselinname plaatsvindt in de nachtelijke uren. Alhoewel er samenhang is met een eetbuistoornis, is de totale hoeveelheid voedsel die wordt ingenomen niet per se groter dan bij gezonde mensen. Er is ook niet altijd sprake van een verlies van controle over de voedselinname.
Het nachtelijk eetsyndroom komt bij 1% tot 2% van de bevolking voor, ongeveer even vaak bij mannen en vrouwen. Het syndroom komt vaker voor bij mensen met obesitas: ongeveer 10%. Het begint vaak in de late tienerjaren en is vaak chronisch. Bij kinderen komt het nachtelijk eetsyndroom vrijwel nooit voor. Mensen met nachtelijk eetsyndroom hebben gemiddeld een lager zelfvertrouwen en lijden vaker aan een depressie dan gezonde mensen. De nachtelijke melatonine- en leptinewaardes zijn lager dan normaal.